# 大間木 (さいたま市)
大間木（おおまぎ）は、埼玉県さいたま市緑区の町名および大字。現行行政地名は大間木二丁目から大間木三丁目および大字大間木。住居表示未実施地区。郵便番号は336-0923。

## 地理
さいたま市緑区中部の主に大宮台地（浦和大宮支台）上に位置する。かつては隣接する大字大牧と複雑に境界が交錯していたが、区画整理により町名地番変更が行われ、国道463号より南は東浦和となった。また、その影響で見沼通船堀周辺が大間木の飛び地のようになっている。また、現在も区画整理が進んでおり、2019年（平成31年）3月に大字大間木の北部から大間木二丁目・三丁目が成立した。南部では、2020年（令和2年）度に大間木一丁目の設置が予定されている。隣接する大字大牧は「おおまき」と読み、古くから混同されていた。

### 河川
- 芝川
- 見沼代用水西縁
- 大間木排水路（暗渠） - 赤堀排水路とも。

### 地価
住宅地の地価は、2020年（令和2年）1月1日の公示地価によれば、大字大間木字附島1655番6の地点で17万9000円/m2となっている。

## 歴史
もとは江戸期より存在した武蔵国足立郡三沼（見沼）領に属する大間木村、古くは戦国期より見出せる足立郡のうちの「大まき」（もしくは大間木）であった。古くは合野谷村とも称されていたと云われているが、1649年（慶安2年）頃までには見出せない。村高は『元禄郷帳』では317石、『天保郷帳』では318石余、『旧高旧領取調帳』では570石余であった。村の規模は東西4町余、南北25町余で、化政期の戸数は18軒であった。見沼代用水には河岸場が設けられていた。
- 発足時は幕府領（幕府直轄領）、以降変遷なし[11][12]。なお、検地は1690年（元禄3年）に実施。
- 享保年間 - 見沼の干拓に伴い、大間木村の村民が芝川流域沿いを開発して大間木新田が成立する[11]。知行は幕府領。検地は1731年（享保16年）に実施。村高は257石余。規模は東西5町余、南北7町余。化政期の世帯数は24軒であった。
- 1728年（享保13年） - 見沼代用水が開削される。
- 1731年（享保16年） - 見沼通船堀が普請される。
- 時期不明（天保年間以降） - 大間木新田を大間木村に併合する[11]。
- 幕末時点では足立郡大間木村であった。明治初年の『旧高旧領取調帳』の記載によると、代官松村忠四郎支配所が管轄する幕府領であった[13]。
- 1868年（慶応4年）6月19日 - 旧幕府領が武蔵知県事・山田政則（忍藩士）の管轄となる。
- 1869年（明治2年） 
  - 1月13日 - 武蔵知県事・宮原忠英の管轄区域に大宮県を設置、同県の管轄となる。県庁は東京府馬喰町に置かれる。
  - 9月29日 - 県庁が浦和に置かれ浦和県に改称。
- 1871年（明治4年）11月13日 - 第1次府県統合により埼玉県の管轄となる。
- 1876年（明治9年）8月28日 - 江戸期からの附島村（附嶋村とも）を大間木村に合併[14][15]。大宮台地上にあり、すべて畑で居住者は0人であった。
- 1879年（明治12年）3月17日 - 郡区町村編制法により成立した北足立郡に属す。郡役所は浦和宿に設置。
- 1889年（明治22年）4月1日 - 町村制施行により、大間木村・大牧村・中尾村・井沼方村・下山口新田・蓮見新田が合併し、尾間木村が発足[14]。尾間木村の大字大間木となる。
- 1940年（昭和15年）4月17日 - 尾間木村が三室村とともに浦和市へ編入され[16]、同市の大字となる。
- 1963年（昭和38年） - 地内に浦和大間木郵便局が開局する[11]。
- 1967年（昭和42年）9月26日 - 一部を事業区域に含む東浦和第一土地区画整理事業の都市計画決定が告示される[17]。
- 1971年（昭和46年）3月25日 - 東浦和第一土地区画整理事業の事業計画決定が告示される[17]。
- 1987年（昭和62年）10月13日 - 一部を事業区域に含む大間木水深特定土地区画整理事業の都市計画決定が告示される[17]。
- 1991年（平成3年）4月12日 - 大間木水深特定土地区画整理事業の事業計画決定が告示される[17]。
- 1995年（平成7年）
  - 8月18日 - 一部を事業区域に含む内谷・会ノ谷特定土地区画整理事業の都市計画決定が告示される[17]。
  - 11月28日 - 内谷・会ノ谷特定土地区画整理事業の事業計画決定が告示される[17]。
- 2001年（平成13年）5月1日 - 浦和市・大宮市・与野市が合併し、さいたま市が発足。同市の大字となる。
- 2002年（平成14年）12月7日 - 東浦和第一土地区画整理事業の換地処分が前日に行われた[17]ことに伴い、町名地番変更が行われ、大字大間木・大字大牧・大字井沼方・大字蓮見新田・大字中尾の各一部から東浦和一丁目 - 九丁目が成立[18]。これにより、大間木氷川神社などが大間木から外れる。
- 2003年（平成15年）4月1日 - さいたま市が政令指定都市に移行し、同市緑区の大字となる。
- 2016年（平成28年）3月16日 - 地内に緑消防署が大字中尾973番地2から移転する[19]。
- 2019年（平成31年）3月2日 - 大間木水深特定土地区画整理事業の換地処分が前日に行われた[17]ことに伴い、事業区域とその周辺で町名地番変更が行われ[7]、大字大間木および大字三室の一部から大間木二丁目・三丁目が成立[20][21]（大字大間木の一部から二丁目が、大字大間木および大字三室の各一部から三丁目が成立[22][23]）。

### 存在していた小字
- 水深[24]・会の谷（会ノ谷）・団扇ヶ谷戸・西ヶ谷戸・宮前・附島・八丁堤・中割・四本竹・浅間下

## 世帯数と人口
2020年（令和2年）8月1日時点の世帯数と人口は以下の通りである。
| 町丁・大字   | 世帯数    | 人口    |
| ------------ | --------- | ------- |
| 大間木二丁目 | 402世帯   | 1,162人 |
| 大間木三丁目 | 487世帯   | 1,342人 |
| 大字大間木   | 2,691世帯 | 6,127人 |
| 計           | 3,580世帯 | 8,631人 |

## 小・中学校の学区
市立小・中学校に通う場合、学区（校区）は以下の通りとなる。
| 町丁・大字   | 番地              | 小学校                   | 中学校                   |
| ------------ | ----------------- | ------------------------ | ------------------------ |
| 大間木二丁目 | 全域              | さいたま市立尾間木小学校 | さいたま市立東浦和中学校 |
| 大間木三丁目 | 全域              | さいたま市立尾間木小学校 | さいたま市立東浦和中学校 |
| 大字大間木   | 377番地 - 840番地 | さいたま市立尾間木小学校 | さいたま市立東浦和中学校 |
| 大字大間木   | 1545番地          | さいたま市立尾間木小学校 | さいたま市立尾間木中学校 |
| 大字大間木   | その他            | さいたま市立大牧小学校   | さいたま市立尾間木中学校 |

## 交通

### 鉄道
- 地区内の見沼の低地に武蔵野線が敷設されているが鉄道駅はない。最寄り駅は武蔵野線東浦和駅であるが、字附島から850メートルほど離れている[9]。

### 道路
- 国道463号
- 埼玉県道・東京都道103号吉場安行東京線
- 都市計画道路南浦和越谷線

## 地域

### 寺社・史跡

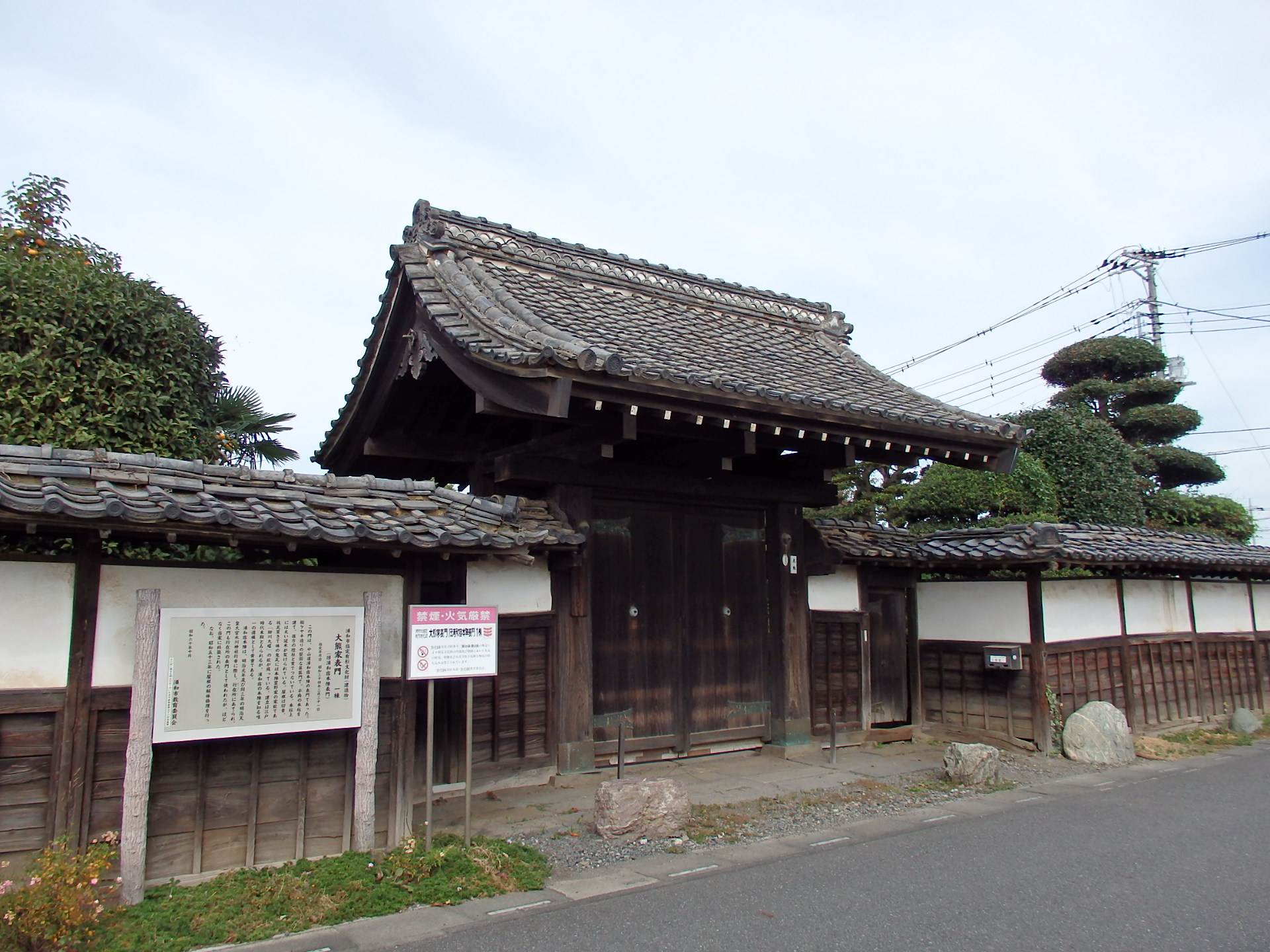
浦和宿本陣表門

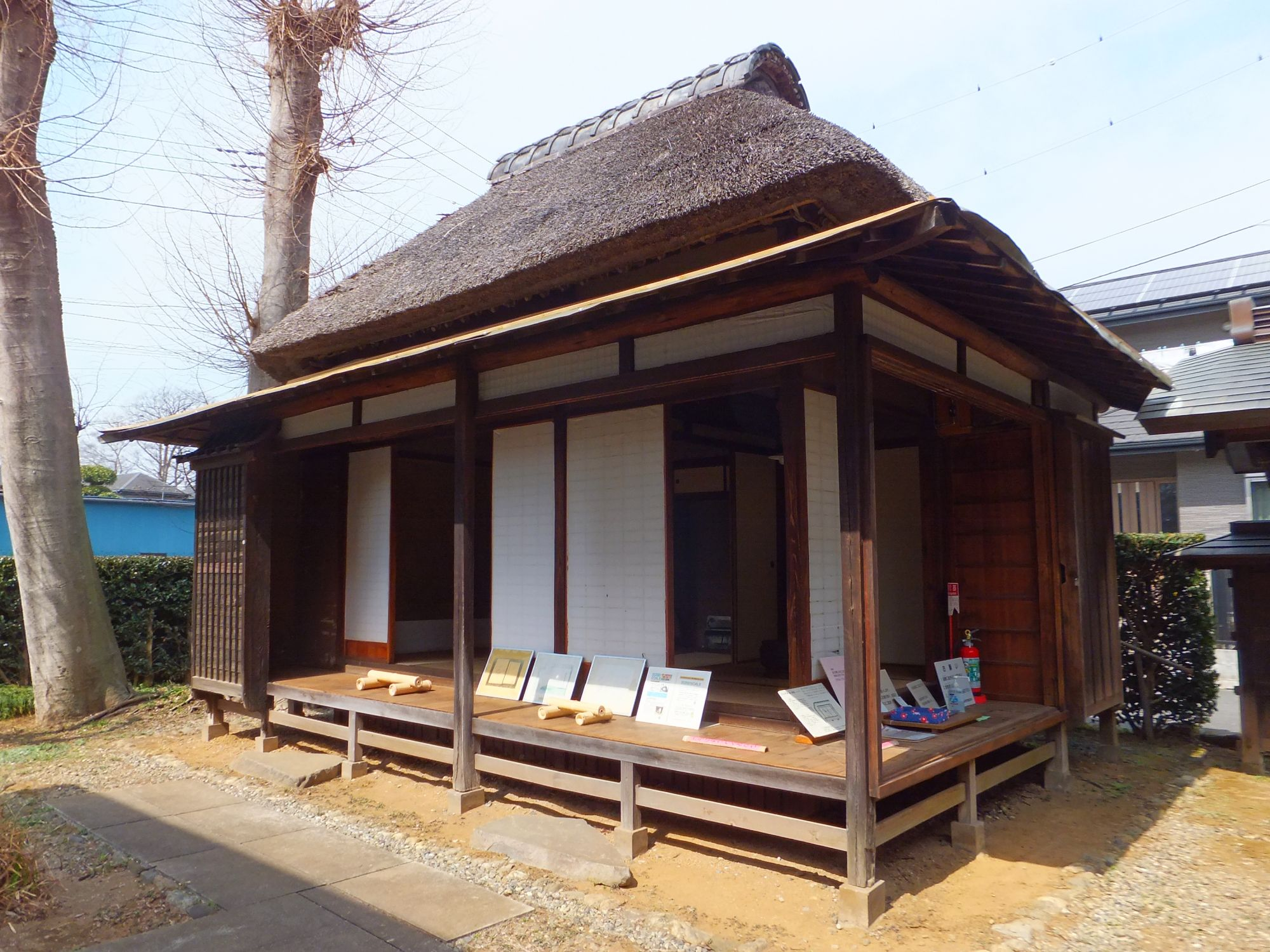
旧高野家離座敷

- 見沼通船堀
- 附島氷川女体神社[27]
- 八丁稲荷神社
- 水神社
- 大聖不動尊
- 鈴木家住宅[27]　- 見沼通船を管理していた。
- 大熊家表門（旧浦和宿本陣表門）[28]
- 旧高野家離座敷[29][30] - 高野長英が逃亡生活をしていた場所のひとつと言い伝えられている。

※ 大間木氷川神社は東浦和五丁目に所在する。

### 公園・緑地
- 大間木内谷公園
- 大間木公園
- 見沼通船堀公園
- 大間木附島公園
- 水深中央公園
- 水深西公園
- 水深南公園

### 施設
- さいたま市消防局緑消防署
- 尾間木児童センター
- 浦和美術専門学校
- めだか保育園
- みらい保育園
- 尾間木公民館
- 水深自治会館
- 会梅自治会館
- 附島自治会館
- 附島集会所
- 東浦和住宅